# Elachista pomerana
Elachista pomerana là một loài bướm đêm thuộc họ Elachistidae. Nó được tìm thấy ở Fennoscandia to Anpơ và from Đảo Anh to România.
Sải cánh dài 8–10 mm.
Ấu trùng ăn Avena fatua, Calamagrostis epigejos, Glyceria fluitans, Phalaris arundinacea và Poa pratensis.